# 缩羽肋毛蕨
缩羽肋毛蕨（学名：Ctenitis kawakamii）为叉蕨科肋毛蕨属下的一个种。

## 扩展阅读
維基物種上的相關：缩羽肋毛蕨